# Seleção Australiana de Rugby League

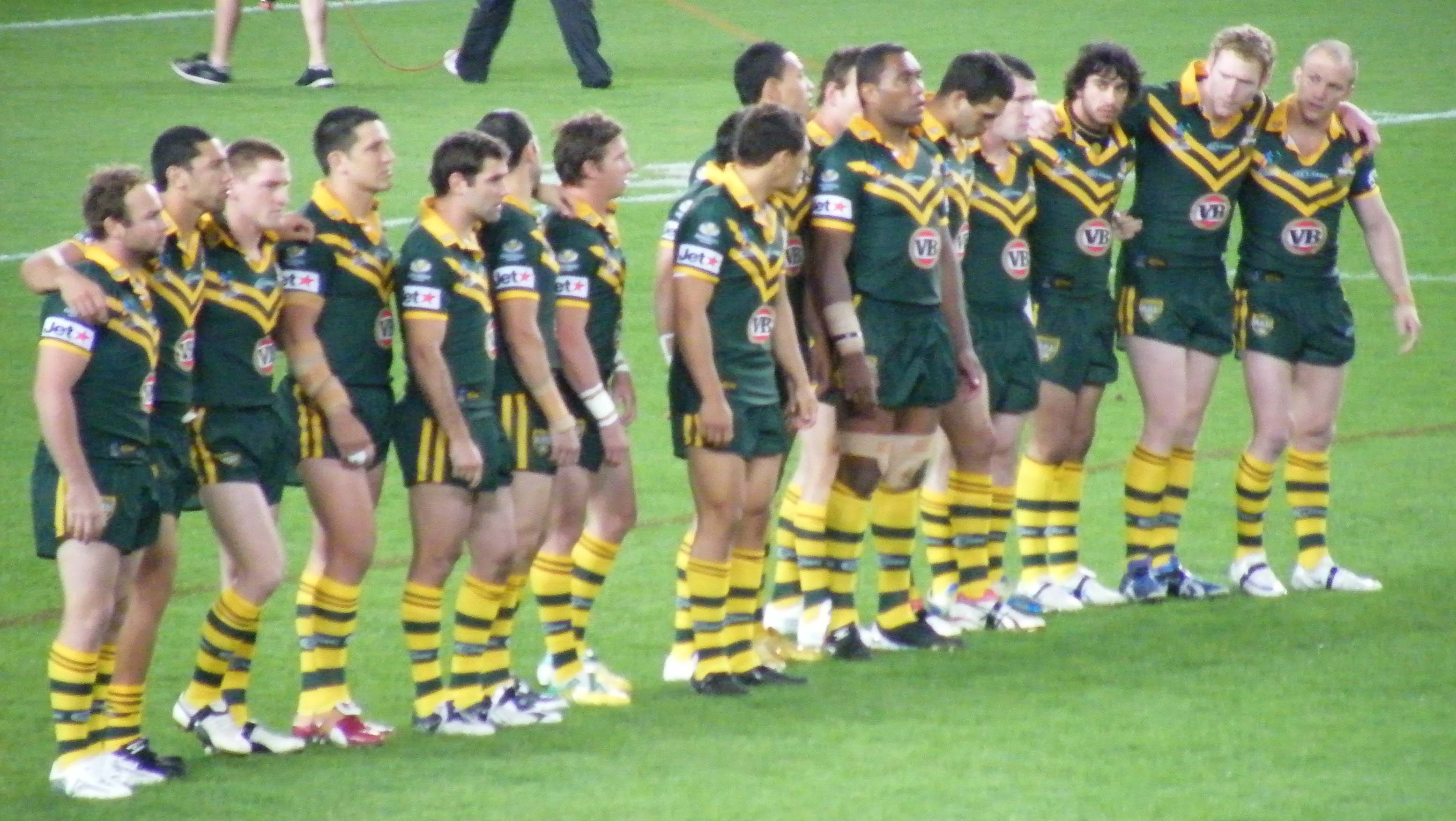
Kangaroos antes da final da Copa do Mundo de Rugby League de 2008.

A Seleção Australiana de Rugby League é a equipe que representa a Austrália no rugby league mundial. Seus jogadores são apelidados de Kangaroos. São os atuais campeões da Copa do Mundo.
O rugby league, aderido pela Austrália em 1908 e cujo campeonato de clubes deste país é o mais forte do mundo, divide nacionalmente a preferência esportiva com o futebol australiano, com cerca de metade da população preferindo este e a outra metade, mais especificamente nos estados de Queensland e Nova Gales do Sul, o league. As partidas entre as seleções destes dois estados, chamadas de State of Origin, é considerado o principal evento desportivo australiano.
Um dos dois únicos países do mundo em que tal código de rugby é mais popular que o rugby union (o outro é a vizinha Papua-Nova Guiné), influenciada pela Austrália, globalmente o mais difundido, os australianos têm a seleção mais forte do league: das quatorze Copas do Mundo já realizadas, venceram dez. A seleção é considerada sempre um Dream Team deste esporte.
A seleção australiana também é a maior vencedora do Torneio Quatro Nações de Rugby League; apenas as seleções da vizinha e rival Nova Zelândia (a mais tradicional do rugby union) e Inglaterra conseguem duelos nivelados contra os Kangaroos, e com eles se reuniam anualmente no antigo Três Nações, ampliado para Quatro em 2009.
Há um australiano, naturalizado brasileiro, Zachary Grundy, que atua como five-eight na Seleção Brasileira de Rugby League.

## Títulos
- Copa do Mundo de Rugby League (11): 1957, 1968, 1970, 1975, 1977, 1985-88, 1989-92, 1995, 2000, 2013 e  2017
- Três/Quatro Nações (6): 1999, 2004, 2006, 2009, 2011 e 2016